# 베르게세 쿠리엔
베르게세 쿠리엔(Verghese Kurien, 1921년 11월 26일 – 2012년 9월 9일)은 인도의 낙농 엔지니어이자 사회적 기업가로 백색 혁명이라 불리는 우유 생산량의 광범위한 증가에 기여한 계획을 주도했다.
쿠리엔은 1940년에 마드라스 대학교에서 물리학을 전공하고 1947년에 미시간 대학교에서 기계 공학 석사 학위를 받았다. 1949년에 쿠리엔은 인도 정부로부터 아난드의 실험 크림 제조장을 운영하도록 파견되어 Kaira 지역 협동조합을 설립했다. 1950년에 밀크 프로듀서스 유니언 리미티드(Milk Producers' Union Limited)가 설립되었으며 나중에 아물(Amul)이 되었다. 아물은 마을의 낙농가를 협동조합의 일부로 조직하고 소비자와 직접 연결했다. 낙농협동조합은 소비자가 협동조합의 소유주로서 우유 및 유제품의 마케팅, 조달, 가공을 통제하는 낙농가에게 현금으로 지불함으로써 우유 생산량을 늘리는 데 성공했다.
1965년에 전국적으로 아난드 협동조합 계획을 재현하기 위해 쿠리엔을 수장으로 하는 국립 유제품 개발 위원회(NDDB)가 설립되었다. 1979년에 그는 협동조합 관리자를 육성하기 위해 IRMA(Institute of Rural Management Anand)를 설립했다. 쿠리엔은 낙농업을 농촌 지역의 가장 큰 자립 산업이자 고용 창출원으로 만드는 인도 전역에 유사한 협동조합을 설립하는 데 도움을 주었다. 이로 인해 향후 수십 년 동안 우유 생산량이 여러 배 증가하여 인도가 1998년에 세계 최대 우유 생산국이 되었다. 유제품 생산량 증가에 기여한 쿠리안은 인도에서 "백색 혁명의 아버지"로 알려져 있다. 협동조합 모델은 나중에 식용유 등 다른 산업에도 성공적으로 적용되었다.
그는 1964년에 막사이사이상을, 1989년에 세계 식량상을 받았다. 1999년에는 인도에서 두 번째로 높은 민간인 명예인 파드마 비부샨을 받았다. 그는 1997년 프랑스 정부로부터 농업 공로 훈장을 받았다.